# Östertjärnen (Ytterhogdals socken, Hälsingland, 689222-147342)
Östertjärnen är en sjö i Härjedalens kommun i Hälsingland och ingår i Ljungans huvudavrinningsområde. Sjöns area är 0,023 kvadratkilometer och den befinner sig 364 meter över havet.